# Haszonelvűség
A haszonelvűség (másként utilitarizmus) Jeremy Bentham és John Stuart Mill nevéhez köthető 19. századi angolszász etika és az ehhez tartozó cselekvéselmélet. Az utilitarizmus szerint az emberek cselekedeteit az örömelv magyarázza: céljuk a boldogság maximalizálása és a fájdalom, a szenvedés minimalizálása. E cél elérése érdekében racionálisan mérlegelik cselekvéseik szubjektív hasznosságát. Mindezt egyaránt megfogalmazhatjuk individuális nézőpontból (mindenki célja saját hasznosságának maximalizálása) és közösségi szempontból (a lehető legnagyobb boldogság a lehető legtöbb ember számára).
A haszonelvűség, lévén konzekvencionalista (azaz a tett helyességét az eredménye igazolja), élesen szemben áll az arisztotelészi és keresztény etikával, ahol a jó cselekedet végrehajtása önmagában erényes és nem visz semmiféle előre rögzített célhoz közelebb.
A haszonelvűség a klasszikus liberális közgazdaságtan egyik alapelve.
A politikai, jogi intézmények hasznossága úgy mérhető, ha a lehető legnagyobb boldogságot eredményezi.

## Etimológia
Az „utilitarizmus” szó a latin utilis (a. m. hasznos) szóból ered.

## A gazdasági haszon és a nyereség fogalma
A haszon (vagy amivel gyakran keverik: a nyereség) az emberek közti csere közben jön létre, ott keletkezik, rendszerint a mindkét oldalon, néha csak az egyiken. A csereaktus lényege, hogy az egyik ember önként átad a másik embernek valamit (rendszerint árut, vagy szolgáltatást), amely valamire a másik embernek szüksége van, és amely dologért a két fél által kölcsönösen megegyezett mértékű, valós és értékes ellenszolgáltatást nyújt, valósít meg (teljesít) a második fél.
Az ilyen csereaktusban fontos, hogy külső és belső kényszerítő körülmények nélkül megy végbe, és a cserében szereplő dolog értéke és annak ellenértéke az adott kultúrában szokásos megítélés szerint arányos, maga az aktus pedig törvényes, méltányos és tisztességes. Ez esetben az eredmény a felek kölcsönös elégedettsége.
A haszon fogalma úgy merül fel, hogy mind az eladónak, mind a vevőnek érdekében áll a csereaktus, csupán az egyenértékben kell megegyezniük. A csere tárgyának van reális, használati értéke vagy haszna. Az ilyen csereaktus, vagy más szóval kereskedelem így mindkét félnek hasznos, sőt esetenként szükséges, vagy nélkülözhetetlen, de nem kényszerből való!
A nyereség a kereskedelem kapcsán úgy merül fel, hogy két csereaktus viszonylatában egyazon személy egyszer vásárol (olcsón), majd valamivel később elad (drágán), és a két esemény (először kiadás, később bevétel) pénzforgalmi összege közti különbség, mínusz a saját költségei adják a nyereséget. Ha ez a különbség az ő ráfordításait és a vétellel kapcsolatos kiadásait nem fedezik, akkor az illető veszteséget szerzett magának.

## Belső hivatkozások
- szubjektív értékelmélet